# Tempera

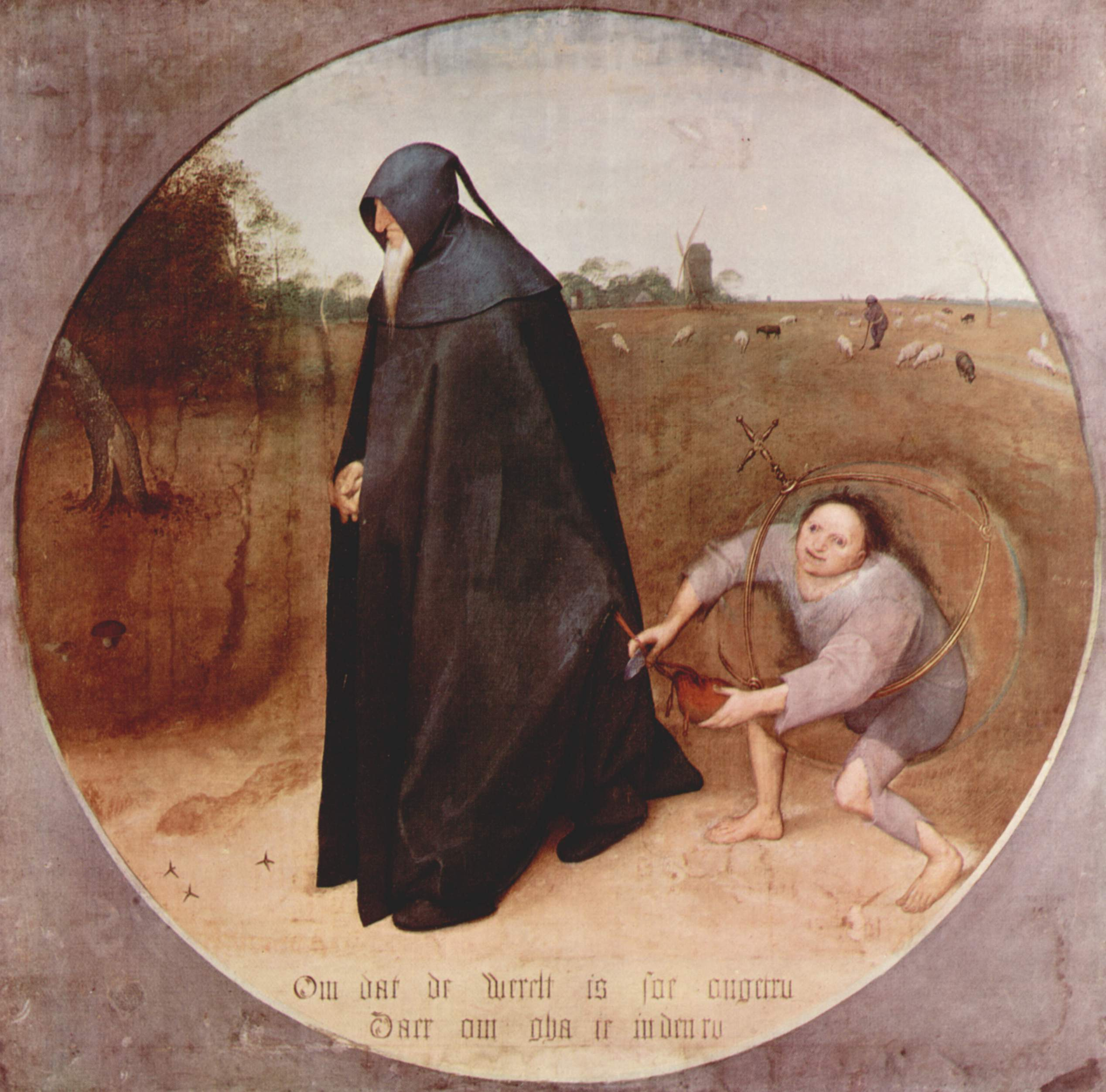
Der Misanthrop, Tempera auf Leinwand, Pieter Brueghel d. Ä., 1568

Tempera (von lateinisch temperare „[richtig] mischen“) steht als Kurzwort sowohl für Temperafarbe als auch für die Technik der Malerei mit Temperafarben (Temperamalerei). Unter Temperamalerei versteht man im engeren Sinne das Malen mit Farbaufstrichen, deren Bindemittel aus einer Mischung von wässrigen und nicht wässrigen Substanzen besteht, die durch einen Emulgator zusammengehalten werden, im weiteren Sinne alle Formen der Malerei, die ein überwiegend wässriges Bindemittel besitzen.
Echte Temperafarben sind als fertige Tubenfarben selten im Handel, da sie sehr leicht verderben und nur unter starkem Einsatz von Konservierungsmitteln begrenzt haltbar gemacht werden können; das gilt besonders für kasein-haltige Tempera. Im Normalfall stellt man sich deshalb die Farben aus Pigmenten und einer Emulsion selbst her.

## Arten von Tempera
Tempera wird nach der Art des wässrigen Emulsionsanteils unterschieden in beispielsweise Kasein-, Ei-, Stärke- oder (Wachs-)Seifentempera. In der Kunst wurde und wird überwiegend die Eitempera oder die Kaseintempera benutzt. Diese sind wenig wasserlöslich, während die Tempera mit einer Gummi-arabicum-Emulsion (Gummi-Emulsion) löslich ist.
Als ölige Phase kommen trocknende Öle (Lein-, Mohn-, Walnuss- und Sonnenblumenöl), deren Standöle, aus diesen hergestellten Lacke, Alkydharzlösungen, Harzlösungen, Terpentine und Wachs zum Einsatz. Weitere Zuschlagstoffe, die allerdings wegen ihrer maltechnischen Eigenschaften hoch umstritten sind, sind zum Beispiel Honig und Seife, die dazu dienen, die Emulgierbarkeit zu erhöhen.
Eine grundsätzliche Unterscheidung ist die zwischen fetter und magerer Tempera. Alle Temperaarten können entweder fett oder mager angerieben werden. Bei fetter Tempera überwiegt Öl in der Bindemittelemulsion, das heißt, winzige wässrige Leimkügelchen schwimmen im Öl. Bei der mageren Tempera schwimmen Ölkügelchen in wässrigem Leim. Nach dem Verdunsten des Wassers der Emulsion bleibt bei fetter Tempera ein Ölfilm mit Löchern an den Stellen zurück, an denen das Wasser war. Bei magerer Tempera verbleiben kleine Ölkügelchen auf dem Bildträger. Malmittel für fette Tempera ist deshalb auch Öl, für magere Tempera Wasser.
Temperafarben trocknen im Vergleich zu Ölfarben relativ rasch, dies aber nur in dem Sinne, dass die Farben zwar nach dem raschen Verdunsten des Wassers zum Teil wieder überarbeitet werden können, aber wie Ölfarben erst langsam abbinden müssen. Das nach dem Verdunsten des Wassers zurückgebliebene Öl muss oxidieren, um die Pigmente binden zu können. Das geschieht schneller als bei Ölfarben, da die Oberfläche des Ölnetzes beziehungsweise der Ölkügelchen größer ist als bei dem geschlossenen Ölfilm der Ölfarben.
Magere Tempera ist deshalb nach dem Verdunsten des Wassers trocken und weiter überarbeitbar, fette verhält sich dagegen eher wie Ölfarben, bleibt also länger „nass“.

## Vorteile
Die Vorteile der Temperamalerei sind die Alterungsbeständigkeit, die schnelle Trocknung und dass die Farben ohne längere Trocknungsphasen (Ölmalerei) weiter aufgetragen werden können. Frühschwundrisse (Craquelé), die bei Ölfarben auftreten können, sind bei der Temperamalerei selten. Der Grund für die Rissbildung bei Ölfarben liegt in der Ausdehnung des Öls, wenn es oxidiert. Bei Temperafarben bleibt diese Volumenzunahme des Öls folgenlos, da sich das oxidierte Öl in die Hohlräume ausdehnt, die das verdunstete Wasser zurückgelassen hat.

## Nachteile
Die Nachteile der Temperamalerei liegen darin, dass ihre Anwendung vom Maler technisches Wissen und malerische Erfahrung verlangt. Bei Eitempera erfolgt der Farbauftrag durch „Stricheln“ und in mehreren Schichten. Das ist zeit- und arbeitsaufwendig, sanfte unmerkliche Farbübergänge sind schwer zu erzielen. Lediglich die in der russischen Ikonenmalerei bekannte Plaw-Technik für die Farbübergänge in Gesichtern erlaubt feine und unmerkliche Schattierungen, beeinflusst von den optischen Ergebnissen der Ölmalerei; sie ist aber handwerklich außerordentlich schwer zu beherrschen. Ölfarben hingegen erlauben, die Farben ineinander zu verreiben und dadurch sanftere Übergänge zu schaffen. Auch bei der Plaw-Technik werden die Farben sanft miteinander verrieben.
Ein weiterer Nachteil ist die optische Veränderung der Farben beim Malen. Während die Ölfarben beim Malen fast genau so aussehen wie im getrockneten Zustand, ändert sich die Tempera stärker. Nach dem Verdunsten des Wassers wirken die Farben kräftiger, magere Tempera erscheint pudrig, pastellig und ändert sich beim Firnissen stark, ähnlich wie Pastellkreiden. Diese Änderungen hängen stark von der Art der verwendeten Tempera ab, fette verhält sich anders als magere, Kaseintempera anders als Eitempera. Eitemperabilder wurden zum Beispiel der Sonne ausgesetzt, damit die Eigenfarbe des Eigelbs ausbleicht. Das erforderte Erfahrung des Malers, er konnte nicht einfach malen, was er sah. Das Problem tritt übrigens auch bei Acrylfarben auf, das Acrylbindemittel ist trübe mit einem Stich ins Bläuliche, erst mit dem Trocknen wird es klar. Acryl- und Temperafarben wirken deshalb nach dem Trocknen viel „sauberer“.
Außerdem gilt für viele Temperaarten, dass die Farbe spröde ist, das heißt, die Farben sind nur sehr bedingt auf flexiblen Bildträgern wie Leinwänden zu nutzen. Bei Kasein- beziehungsweise Quark-/Topfentempera können zusätzlich hohe Oberflächenspannungen entstehen, die zum Beispiel ausreichen, Bildträger (beispielsweise aus Holz) zu verziehen.
Ein weiterer Nachteil ist die geringe Haltbarkeit der fertigen Emulsion. Die Farben verderben sehr schnell und müssen deshalb kurz vor der Verarbeitung angerieben werden. Eine Lagerung ist kaum möglich.

## Historisches
Zu den frühesten erhaltenen Temperamalereien gehören einige der in Ägypten (Fayyum) gefundenen Mumienporträts. Die Temperamalerei löste die in der Antike und Spätantike weitgehend verwendete Enkaustik (Heißwachsmalerei) ab. Sie steht am Anfang der europäischen Tafelmalerei. Giotto (1267 oder 1276–1337) und seine Schule verwendeten eine reine Eitempera, deren Technik uns in allen Einzelheiten im „Traktat von der Malerei“ von Cennino Cennini (um 1370–um 1440) überliefert ist. Auch die moderne naturwissenschaftliche Gemäldeuntersuchung bestätigt die Angaben Cenninis. Der Übergang zur Ölmalerei erfolgte langsam und schrittweise. Im Laufe des 14. Jahrhunderts wurden vereinzelt die Gewänder mit einem trocknenden Öl, vorzugsweise Walnussöl, gemalt, während man die Inkarnate und die übrigen Farbflächen in der traditionellen Eitempera malte. Auch im 15. Jahrhundert gab es in der europäischen Tafelmalerei noch viele bekannte und unbekannte Meister, die in reiner Temperatechnik arbeiteten, während andere sowohl Tempera als auch Öl oder Eigelb/Ölemulsion verwendeten. Selbst an Gemälden des 17. Jahrhunderts lässt sich der sogenannte Perleffekt an Signaturen, Lichtern, kleineren Farbflächen und Konturen nachweisen, der auf die Verwendung eines wässrigen Bindemittels hinweist.
In der osteuropäischen Kunst wurde die Tempera zum ersten Mal in der Wandmalerei von der Kunstschule von Tarnowo benutzt, die sich dann rasch in der restlichen orthodoxen Welt verbreitete. Die oben erwähnten Nachteile zusammen mit dem Umstand, dass sich mit Ölfarben sehr einfach weiche Farbübergänge erzielen lassen, aber auch ähnliche Wirkungen wie mit Tempera zu erzielen sind, führten dazu, dass die Ölmalerei die Tempera langsam verdrängte. Nur in der traditionellen Ikonenmalerei ist die Eitempera bis heute die bevorzugte Technik geblieben. Gleichzeitig ersetzten Leinwände als große, leichte und nicht zu Rissen neigende, aber für die Temperamalerei wegen ihrer Flexibilität eher schlecht geeignete Bildträger die vorher üblichen Holztafeln. Die Verdrängung der Temperamalerei durch Ölmalerei fand ab dem 15. Jahrhundert statt und begann im niederländischen Raum. Einer der ersten und bekanntesten Maler, der von Temperamalerei zur Ölmalerei wechselte, aber beide Techniken auch gemischt und parallel einsetzte, ist Jan van Eyck, der gelegentlich sogar als „Erfinder der europäischen Ölmalerei“ bezeichnet wird, was so nicht nachweisbar und kaum zu halten ist. Vor allem zur Untermalung, der Vorstufe von Gemälden in der mehrschichtigen Öl-Harz-Malerei, und für Skizzen haben noch viele Malergenerationen sich der Tempera bedient, darunter beispielsweise Peter Paul Rubens.

## Bildergalerie

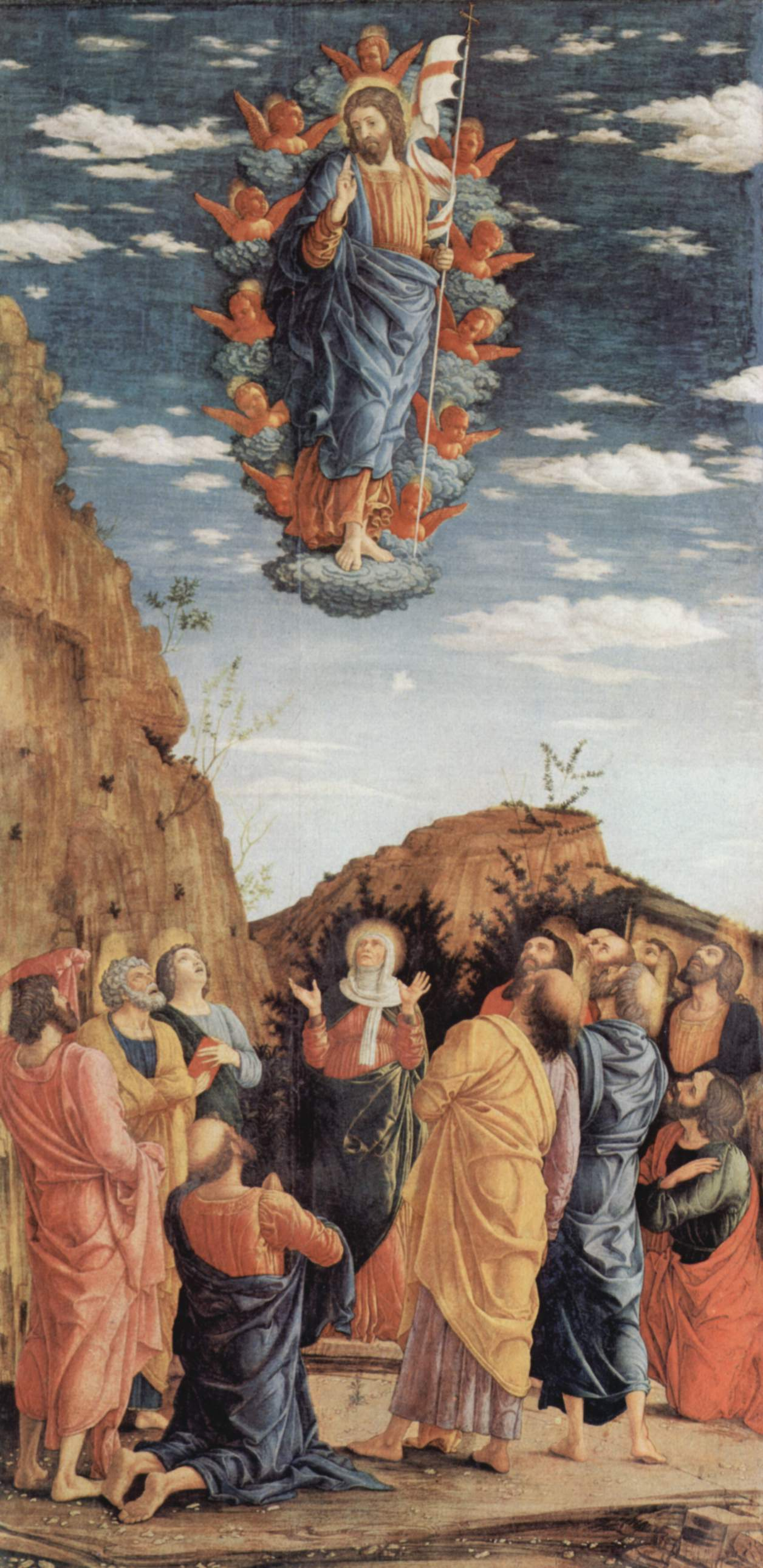
Tempera auf Holz: Andrea Mantegna, Christus von Engeln getragen, um 1461
Tempera auf Holz: Sandro Botticelli, Die Geburt der Venus, ca. 1485/86
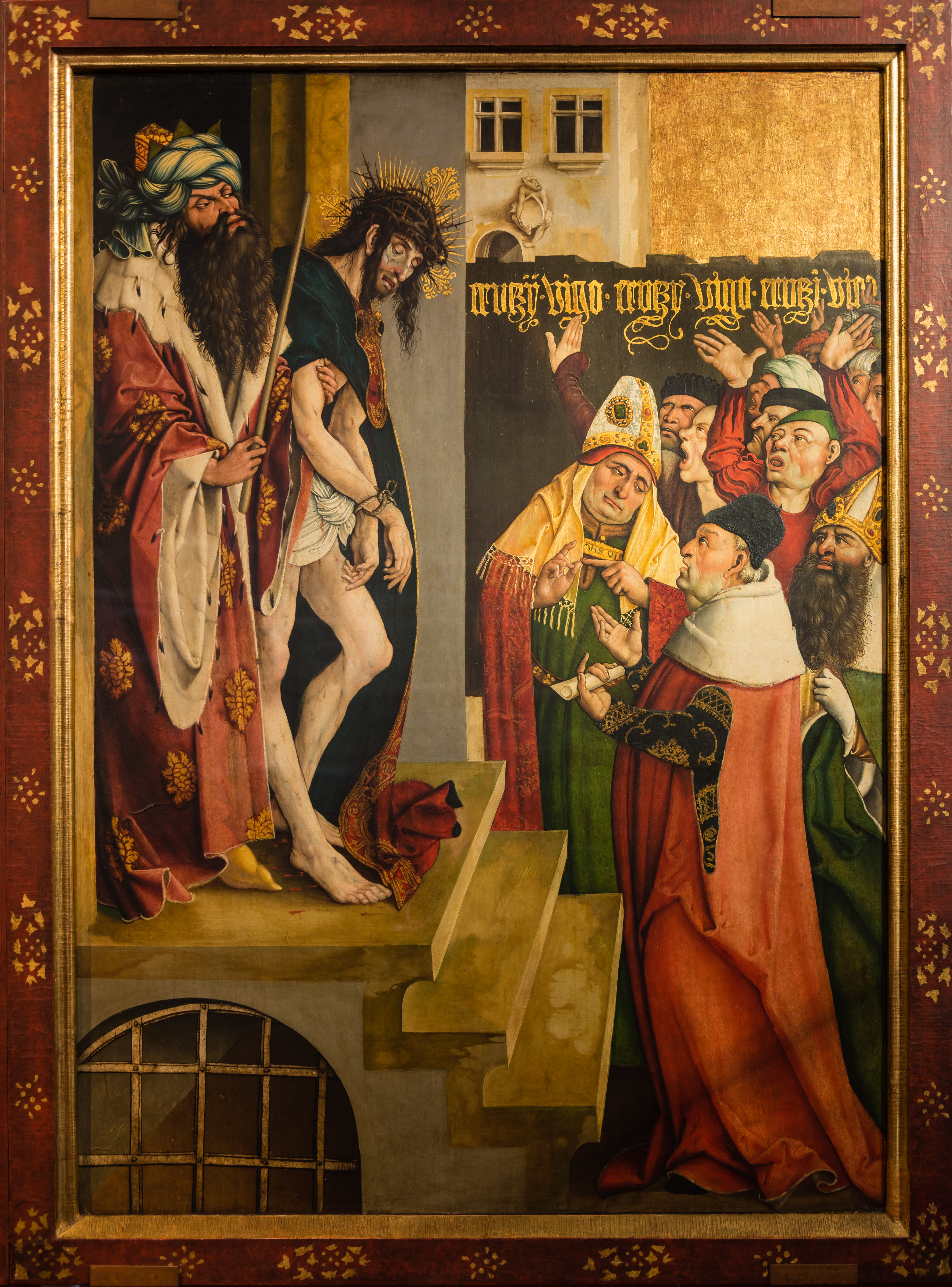
Tempera auf Holz: Jörg Breu der Ältere, Melker Altar, Ecce homo, 1502
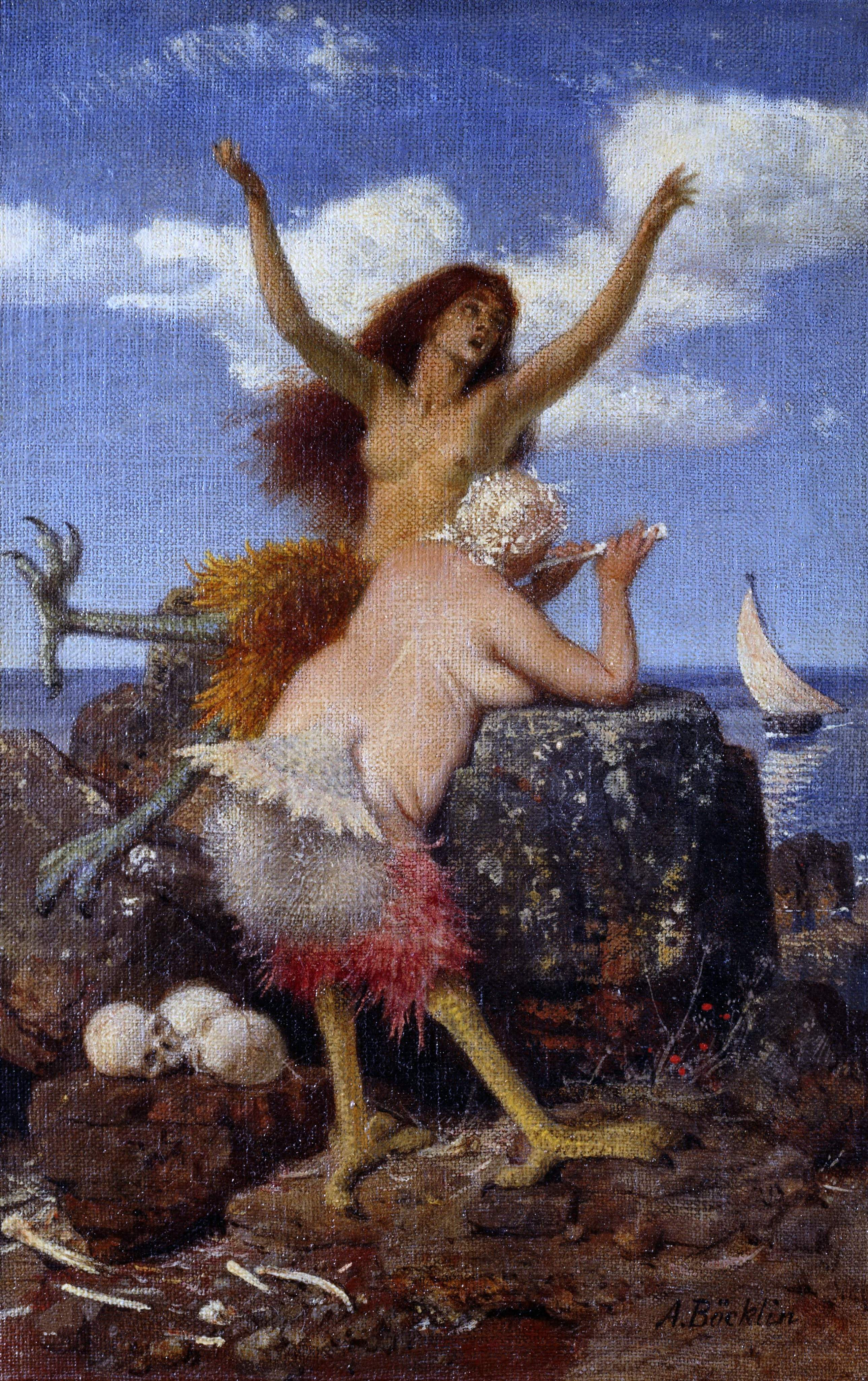
Tempera auf Leinwand: Arnold Böcklin, Sirenen, 1875
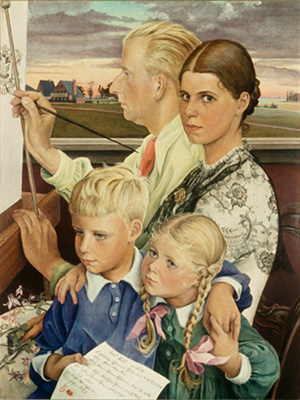
Eitempera auf Holz: Liselotte Schramm-Heckmann, Selbstbildnis mit Familie, 1935
Tempera auf Holz: Wilhelm Sauter, Serre (Somme) 1916, ca. 1942
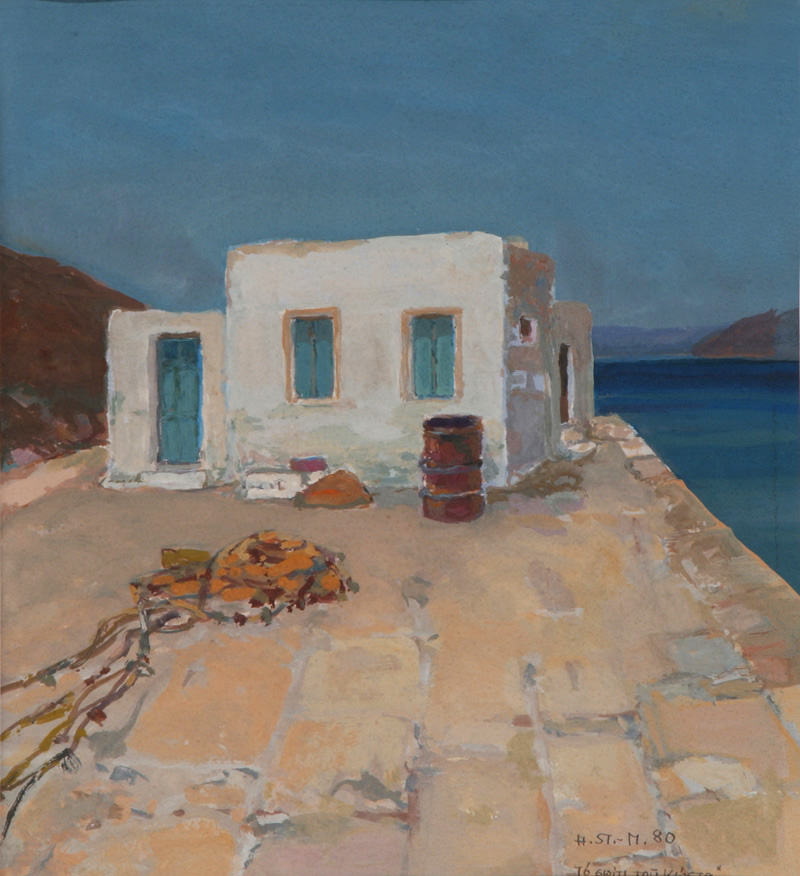
Tempera: Heidy Stangenberg-Merck, Das Haus des Kostas, ca. 1960